# Furtbach (Linzer Aach)
Der Furtbach ist ein etwa neun Kilometer langer Bach im Bodenseekreis und im Landkreis Sigmaringen im südlichen Baden-Württemberg, der nach einem einen Bogen nach Norden schlagenden Lauf  beim Dorf Großschönach der Gemeinde Herdwangen-Schönach in die obere Linzer Aach mündet. Sein oberster Lauf heißt Furtbächle, seine Mittellaufschlucht Furtbachtobel.

## Geographie

### Verlauf
Der Furtbach entspringt auf etwa 693 m ü. NHN am Nordrand des Weilers Moos der Gemeinde Heiligenberg im Bodenseekreis neben der K 7767 unter dem Namen Furtbächle. Es fließt zunächst sehr lange ungefähr nordnordwestlich, passiert dabei nach etwa einem Kilometer das auch zu Heiligenberg gehörende Dorf Hattenweiler am östlichen Ortsausgang der L 200 und beginnt sich dann stärker einzutiefen. Nach insgesamt weniger als zwei Kilometern wird er zum Grenzbach zur Kleinstadt Pfullendorf am rechten Ufer, die zum Landkreis Sigmaringen gehört. Wenig später läuft von dessen kleinem Dorf Straß her ein nur kurzer Bach zu und der Furtbach fließt an der Straßmühle vorbei. Nach der Mühle betritt er bald einen Talwald, der sich weiter abwärts zunächst am linken Ufer wieder lichtet; hier läuft vom namengebenden Hof von Heiligenberg auf der Randhöhe der Riedlehofbach zu, der erste von vier Bächen mit jeweils etwa 0,7 km Länge.
An der Pfullendorfer Furtmühle knicken Tal und Bach nach links ab und durchlaufen dann in zunächst westlicher, später immer mehr südwestlicher Richtung den inzwischen sehr breiten und tiefen, ganz mit Wald erfüllten Furtbachtobel. Auf der ersten Hälfte dieses Abschnitts läuft erst von Großstadelhofen auf der rechten Randhöhe her der Schleichenbach zu, an dessen Mündung das Gebiet der Gemeinde Herdwangen-Schönach rechts das Pfullendorfer ablöst, kurz danach vom Weiler Adriatsweiler des neuen Anrainers her der Adriatshofer. Gegen Ende des Tobelabschnittes nimmt der Furtbach den vierten Nebenbach Neuweiler Graben wieder von links auf, hier tritt er ganz ins Herdwangen-Schönacher Gebiet ein. Etwa einen halben Kilometer talabwärts enden Wald und Schlucht bei der Hubmühle am Lauf und dem Weiler Kleinschönach am Hang. Hinfort fließt der Bach in der Flur etwa südsüdwestlich, dabei bald an einer neueren Siedlung von Kleinschönach am rechten Hang vorbei, unterquert hier die K 8268 von Großschönach nach Herdwangen und mündet dann auf etwa 550 m ü. NHN westlich von Großschönach an der Tongrube des Dorfes von links in die obere Linzer Aach.
Der insgesamt 9,2 km lange Furtbach hat ein mittleres Sohlgefälle von 15–16 ‰.

### Einzugsgebiet
Der Furtbach hat ein Einzugsgebiet von 16,6 km² Größe. Es ist ungefähr hakenförmig mit einem über 7,5 km langen, nordnordwestlich laufenden Schaft, von dem dann die nur etwa halb so lange Spitze nach links abknickt. Der Bachlauf setzt deutlich unterhalb des oberen Einzugsgebietes ein.
Die nordöstliche Wasserscheide ist zugleich Teil der Europäischen Hauptwasserscheide zwischen Rhein und Donau, weil der jenseits von ihr etwa in Gegenrichtung zum Furtbach laufende Andelsbach über die Ablach in die Donau entwässert. Hinter der östlichen Wasserscheide entsteht die Deggenhauser Aach, der linke Oberlauf des Furtbach-Vorfluters Linzer Aach, in dessen rechten Hauptoberlauf Salemer Aach sie selbst mündet. Von der Südspitze des Einzugsgebietes bis zur Mündung des Furtbachs konkurrieren jenseits der Einzugsgebietsgrenze im Süden und Südwesten kleinere Bäche zu dieser Salemer Aach, während im Nordwesten auf der anderen Seite die Salemer Aach ihre obersten Zuflüsse sammelt.

### Zuflüsse
Liste der Zuflüsse von der Quelle zur Mündung.
- (Bach von Straß her), von rechts kurz vor der Straßmühle, ca. 0,4 km[LUBW 4]
- Riedlehofbach, von links zwischen Straß- und Furtmühle, 0,7 km[LUBW 2]
- Schleichenbach, von rechts von Großstadelhofen her, 0,7 km[LUBW 2]
- Adriatsweiler Bach, von rechts von Adriatsweiler her, 0,7 km[LUBW 2]
- Neuweiler Graben, von links von Neuweiler her, 0,7 km[LUBW 2]

## Einzelnachweise

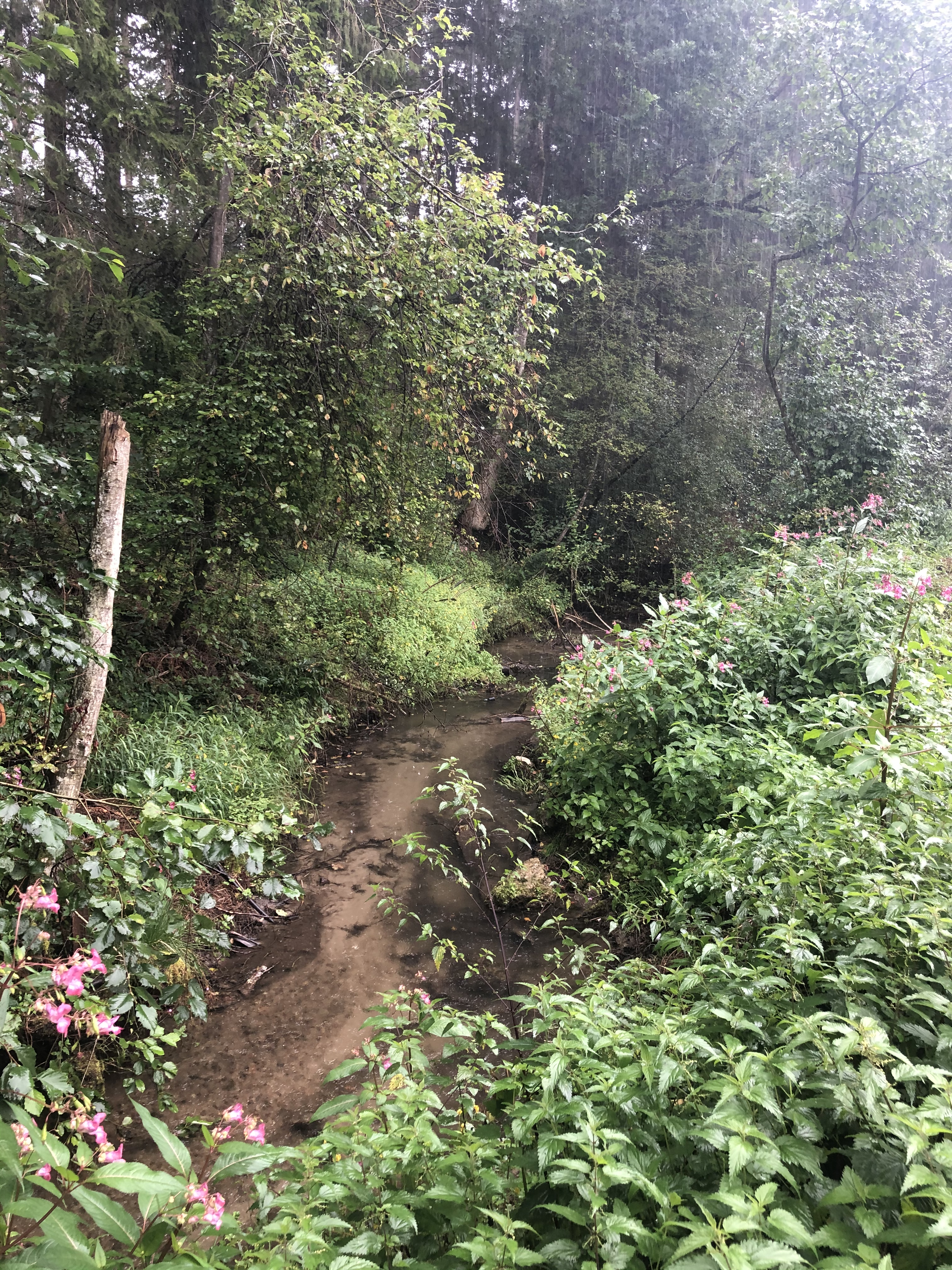
Furtbach bei der Furtmühle

### LUBW
Amtliche Online-Gewässerkarte mit passendem Ausschnitt und den hier benutzten Layern: Lauf und Einzugsgebiet des Furtbachs

Allgemeiner Einstieg ohne Voreinstellungen und Layer: Daten- und Kartendienst der Landesanstalt für Umwelt Baden-Württemberg (LUBW) (Hinweise)
1. 1 2  Höhe nach dem Höhenlinienbild auf dem Hintergrundlayer Topographische Karte.
2. 1 2 3 4 5  Länge nach dem Layer Gewässernetz (AWGN).
3. ↑  Einzugsgebiet nach dem Layer Basiseinzugsgebiet (AWGN).
4. ↑  Länge abgemessen auf dem Hintergrundlayer Topographische Karte.

### Andere Belege
1. ↑  Alfred G. Benzing: Geographische Landesaufnahme: Die naturräumlichen Einheiten auf Blatt 186 Konstanz. Bundesanstalt für Landeskunde, Bad Godesberg 1964. → Online-Karte (PDF; 4,1 MB)